# Х'юстон Астрос

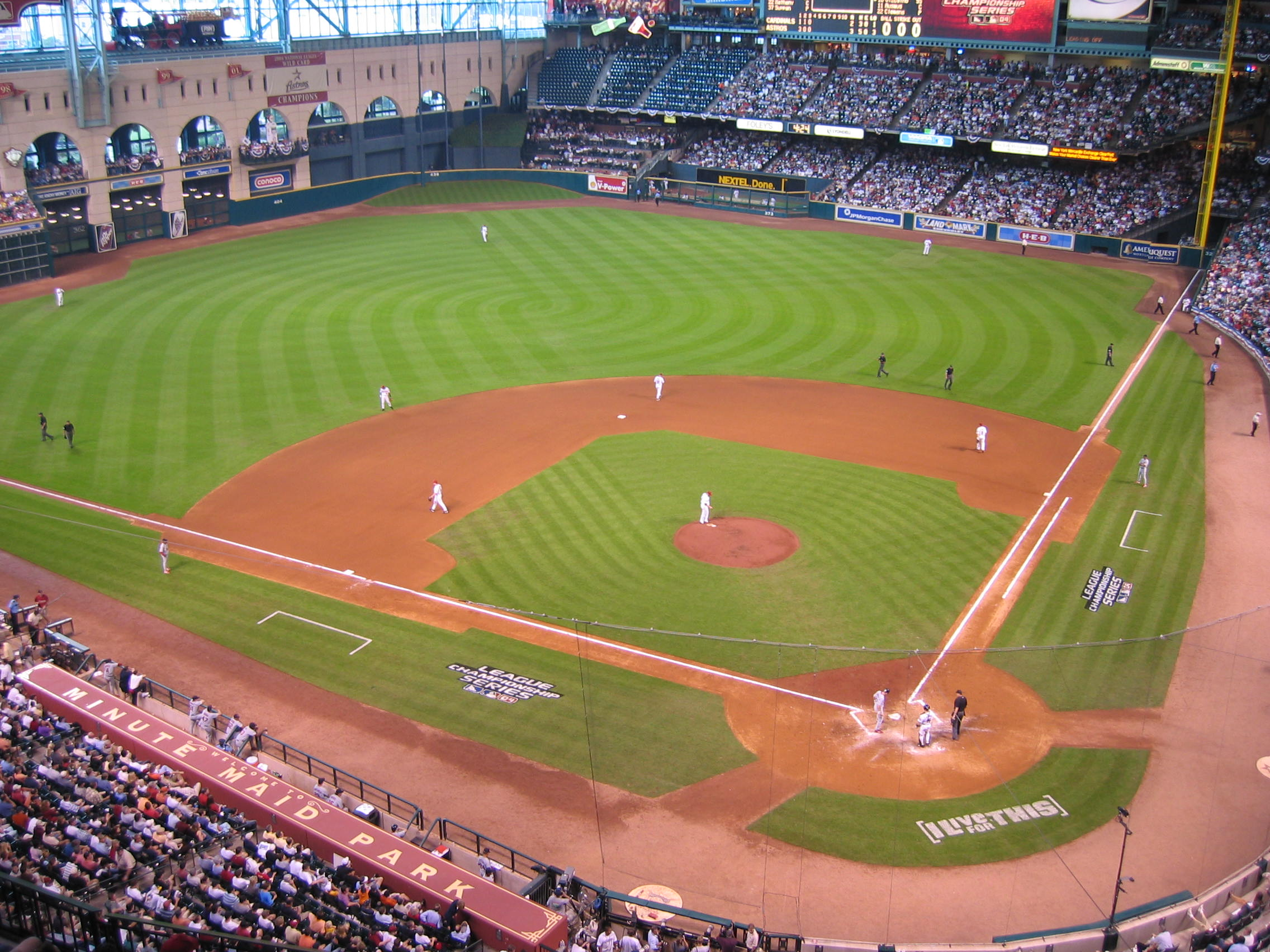
Майнют-Мейд-Парк

«Г'юстон Астрос» (англ. Houston Astros) — американська професіональна бейсбольна команда розташована в місті Х'юстон, що у штаті Техас. Команда член Західного дивізіону, Національної бейсбольної ліги та Головної бейсбольної ліги.
Команда була заснована у 1862 в місті Х'юстон; стала членом Національної бейсбольної ліги у 1965.
Команда мала декілька назв:
- Х'юстон Колт 45с, 1962—1965
- Х'юстон Астрос, 1965 — донині

Домашнім полем для «Х'юстон Астрос» є Майнют-Мейд-Парк.
«Астрос» вигравали Світову серію (бейсбольний чемпіонат США) 2017 та 2022 року.

## Виступи в післясезонні
| Рік  | Гра Вайлд-кард  | Гра Вайлд-кард | Дивізійна серія АЛ   | Дивізійна серія АЛ | Чемпіонська серія АЛ | Чемпіонська серія АЛ | Світова серія        | Світова серія |
| ---- | --------------- | -------------- | -------------------- | ------------------ | -------------------- | -------------------- | -------------------- | ------------- |
| 1980 | Не гралася      | Не гралася     | Не гралася           | Не гралася         | Філадельфія Філліз   | 2:3                  |                      |               |
| 1981 | Не гралася      | Не гралася     | Лос-Анджелес Доджерс | 2:3                |                      |                      |                      |               |
| 1986 | Не гралася      | Не гралася     | Не гралася           | Не гралася         | Нью-Йорк Метс        | 2:4                  |                      |               |
| 1997 | Не гралася      | Не гралася     | Атланта Брейвз       | 0:3                |                      |                      |                      |               |
| 1998 | Не гралася      | Не гралася     | Сан-Дієго Падрес     | 1:3                |                      |                      |                      |               |
| 1999 | Не гралася      | Не гралася     | Атланта Брейвз       | 1:3                |                      |                      |                      |               |
| 2001 | Не гралася      | Не гралася     | Атланта Брейвз       | 0:3                |                      |                      |                      |               |
| 2004 | Не гралася      | Не гралася     | Атланта Брейвз       | 3:2                | Сент-Луїс Кардиналс  | 3:4                  |                      |               |
| 2005 | Не гралася      | Не гралася     | Атланта Брейвз       | 3:1                | Сент-Луїс Кардиналс  | 4:2                  | Чикаго Вайт Сокс     | 0:4           |
| 2015 | Нью-Йорк Янкіз  | 1:0            | Канзас-Сіті Роялс    | 2:3                |                      |                      |                      |               |
| 2017 | Пропустили      | Пропустили     | Бостон Ред Сокс      | 3:1                | Нью-Йорк Янкіз       | 4:3                  | Лос-Анджелес Доджерс | 4:3           |
| 2018 | Пропустили      | Пропустили     | Клівленд Індіенз     | 3:0                | Бостон Ред Сокс      | 1:4                  |                      |               |
| 2019 | Пропустили      | Пропустили     | Тампа-Бей Рейз       | 3:2                | Нью-Йорк Янкіз       | 4:2                  | Вашингтон Нешналс    | 3:4           |
| 2020 | Міннесота Твінз | 2:0            | Окленд Атлетикс      | 3:1                | Тампа-Бей Рейз       | 3:4                  |                      |               |
| 2021 | Пропустили      | Пропустили     | Чикаго Вайт Сокс     | 3:1                | Бостон Ред Сокс      | 4:2                  | Атланта Брейвз       | 2:4           |
| 2022 | Пропустили      | Пропустили     | Сіетл Маринерс       | 3:0                | Нью-Йорк Янкіз       | 4:0                  | Філадельфія Філліз   | 4:2           |
| 2023 | Пропустили      | Пропустили     | Міннесота Твінз      | 3:1                | Техас Рейнджерс      | 3:4                  |                      |               |